# Draft 1987 de la NFL
1986 1988
La Draft 1987 de la NFL est la procédure par laquelle les équipes de la National Football League (NFL) sélectionnent des joueurs de football américain universitaire. Elle a lieu du 28 au 29 avril 1987 au Marriot Marquis à New York, dans l'État de New York, La ligue a également organisé une draft supplémentaire après la régulière et avant le début de la saison.

## Draft
La Draft se compose de 12 tours, qui permettent 28 choix chacun (soit un par équipe en principe).
L'ordre des franchises est normalement décidé pour chaque tour par leurs résultats au cours de la saison précédente : plus une équipe réussit sa saison, plus son choix de draft sera tardif, et inversement. Par exemple, les Buccaneers de Tampa Bay, avec le pire bilan de la saison 1986 avec 2 victoires contre 14 défaites, obtiennent le premier choix de draft et le premier choix de chaque tour. À l'inverse les Giants de New York, vainqueurs du Super Bowl XXI et donc champions en titre, obtiennent le dernier choix de chaque tour.
Les choix de draft peuvent aussi être échangés entre les équipes, contre d'autres choix de draft ou même des joueurs, ce qui explique que certaines franchises aient plusieurs choix ou même aucun durant un tour.
Les franchises peuvent enfin recevoir des choix de compensations en fin de tour, qui permettent à des équipes ayant perdu plus de joueurs qu'ils ne pouvaient en acquérir à l'inter-saison d'effectuer une sélection supplémentaire.
Légende :
- ° : Intronisé au Pro Football Hall of Fame
- † : Joueur sélectionné pour le Pro Bowl

### 1ertour
Les joueurs choisis au premier tour : 
| Choix | Équipe                             | Joueur                  | Position         | Université                       | Notes               |
| ----- | ---------------------------------- | ----------------------- | ---------------- | -------------------------------- | ------------------- |
| 1     | Buccaneers de Tampa Bay            | Vinny Testaverde †      | Quarterback      | Hurricanes de Miami              | ,                   |
| 2     | Colts d'Indianapolis               | Cornelius Bennett †     | Linebacker       | Crimson Tide de l'Alabama        |                     |
| 3     | Oilers de Houston                  | Alonzo Highsmith (en)   | Running back     | Hurricanes de Miami              | Bills → Oilers,     |
| 4     | Packers de Green Bay               | Brent Fullwood (en) †   | Running back     | Tigers d'Auburn                  |                     |
| 5     | Browns de Cleveland                | Mike Junkin (en)        | Linebacker       | Blue Devils de Duke              | Chargers → Browns,  |
| 6     | Cardinals de St. Louis             | Kelly Stouffer (en)     | Quarterback      | Rams de Colorado State           | ,                   |
| 7     | Lions de Détroit                   | Reggie Rogers (en)      | Defensive tackle | Huskies de Washington            |                     |
| 8     | Bills de Buffalo                   | Shane Conlan †          | Linebacker       | Nittany Lions de Penn State      | Oilers → Bills,     |
| 9     | Eagles de Philadelphie             | Jerome Brown †          | Defensive tackle | Hurricanes de Miami              |                     |
| 10    | Steelers de Pittsburgh             | Rod Woodson °           | Cornerback       | Boilermakers de Purdue           | ,                   |
| 11    | Saints de La Nouvelle-Orléans      | Shawn Knight (en)       | Nose tackle      | Cougars de BYU                   |                     |
| 12    | Cowboys de Dallas                  | Danny Noonan (en)       | Defensive tackle | Cornhuskers du Nebraska          |                     |
| 13    | Falcons d'Atlanta                  | Chris Miller (en) †     | Quarterback      | Ducks de l'Oregon                |                     |
| 14    | Vikings du Minnesota               | D. J. Dozier (en)       | Running back     | Nittany Lions de Penn State      | Dolphins → Vikings, |
| 15    | Raiders de Los Angeles             | John Clay (en)          | Offensive tackle | Tigers du Missouri               |                     |
| 16    | Dolphins de Miami                  | John Bosa (en)          | Defensive end    | Eagles de Boston College         | Vikings → Dolphins  |
| 17    | Bengals de Cincinnati              | Jason Buck (en)         | Defensive end    | Cougars de BYU                   | [ Note 5 ]          |
| 18    | Seahawks de Seattle                | Tony Woods (en)         | Defensive end    | Panthers de Pittsburgh           |                     |
| 19    | Chiefs de Kansas City              | Paul Palmer (en)        | Running back     | Owls de Temple                   |                     |
| 20    | Oilers de Houston                  | Haywood Jeffires (en) † | Wide receiver    | Wolfpack de North Carolina State | Rams → Oilers,      |
| 21    | Jets de New York                   | Roger Vick (en)         | Fullback         | Aggies de Texas A&M              |                     |
| 22    | 49ers de San Francisco             | Harris Barton (en) †    | Offensive tackle | Tar Heels de la Caroline du Nord | [ Note 6 ]          |
| 23    | Patriots de la Nouvelle-Angleterre | Bruce Armstrong †       | Offensive tackle | Cardinals de Louisville          |                     |
| 24    | Chargers de San Diego              | Rod Bernstine (en)      | Running back     | Aggies de Texas A&M              | Browns → Chargers   |
| 25    | 49ers de San Francisco             | Terrence Flagler (en)   | Running back     | Tigers de Clemson                | Redskins → 49ers,   |
| 26    | Bears de Chicago                   | Jim Harbaugh †          | Quarterback      | Wolverines du Michigan           |                     |
| 27    | Broncos de Denver                  | Ricky Nattiel           | Wide receiver    | Gators de la Floride             |                     |
| 28    | Giants de New York                 | Mark Ingram (en)        | Wide receiver    | Spartans de Michigan State       | [ Note 8 ]          |

#### Échanges1ertour
1. ↑    1. 3 Houston échange ses choix de premier (8e) et deuxième tours (36e) avec Buffalo pour un choix de premier tour (3e).
2. ↑    1. 5 San Diego envoie Chip Banks (en) et ses choix de premier et deuxième tours (24e et 53e) à Cleveland pour des choix de premier et deuxième tours (5e et 32e).
3. ↑    1. 8 voir #3 Bills → Oilers
4. ↑    1. 14 Les Vikings échangent leurs choix de premier et cinquième tours (16e et 128e) avec les Dolphins pour un choix de premier tour (14e).
5. ↑    1. 16 voir #14 Dolphins → Vikings
6. ↑    1. 20 Houston accorde les droits sur Jim Everett (en) aux Rams de Los Angeles et reçoit en échange Kent Hill (en), William Fuller (en), des choix de premier et cinquième tours en 1987 (20e et 133e) et un choix de premier tour en 1988 (9e).
7. ↑    1. 24 voir #5 Chargers → Browns
8. ↑    1. 25 San Francisco échange un choix de deuxième tour en 1986 (45e) avec Washington pour un choix de dixième tour en 1986 (270e) et un choix de premier tour en 1987 (25e).

### Joueurs notables sélectionnés dans les tours suivants
| Choix | Équipe                             | Joueur                | Position         | Université                       | Notes                   |
| ----- | ---------------------------------- | --------------------- | ---------------- | -------------------------------- | ----------------------- |
| 29    | Bills de Buffalo                   | Nate Odomes (en) †    | Cornerback       | Badgers du Wisconsin             | Buccaneers → Bills,     |
| 34    | Cardinals de Saint-Louis           | Tim McDonald (en) †   | Safety           | Trojans d'USC                    |                         |
| 35    | Chiefs de Kansas City              | Christian Okoye †     | Fullback         | Cougars d'Azusa Pacific (en)     | Oilers → Chiefs,        |
| 49    | Bengals de Cincinnati              | Eric Thomas (en) †    | Cornerback       | Green Wave de Tulane             |                         |
| 57    | Buccaneers de Tampa Bay            | Mark Carrier (en) †   | Wide receiver    | Colonels de Nicholls (en)        |                         |
| 63    | Lions de Détroit                   | Jerry Ball (en) †     | Defensive tackle | Mustangs de SMU                  |                         |
| 72    | Vikings du Minnesota               | Henry Thomas (en) †   | Defensive tackle | Tigers de LSU                    |                         |
| 82    | Browns de Cleveland                | Jeff Jaeger (en) †    | Kicker           | Huskies de Washington            | Bears → Rams, → Browns, |
| 94    | Steelers de Pittsburgh             | Thomas Everett †      | Safety           | Bears de Baylor                  |                         |
| 98    | Patriots de la Nouvelle-Angleterre | Rich Gannon †         | Quarterback      | Fightin' Blue Hens du Delaware   | Raiders → Patriots,     |
| 110   | Raiders de Los Angeles             | Steve Beuerlein †     | Quarterback      | Fighting Irish de Notre-Dame     | Bears → Raiders,        |
| 122   | Steelers de Pittsburgh             | Hardy Nickerson †     | Linebacker       | Golden Bears de la Californie    |                         |
| 150   | Steelers de Pittsburgh             | Greg Lloyd Sr. (en) † | Linebacker       | Wildcats de Fort Valley State    |                         |
| 175   | Lions de Détroit                   | Dan Saleaumua (en) †  | Defensive tackle | Sun Devils d'Arizona State       |                         |
| 183   | Raiders de Los Angeles             | Bo Jackson †          | Running back     | Tigers d'Auburn                  |                         |
| 206   | Cowboys de Dallas                  | Kevin Gogan (en) †    | Offensive guard  | Huskies de Washington            |                         |
| 255   | Packers de Green Bay               | Don Majkowski (en) †  | Quarterback      | Cavaliers de la Virginie         |                         |
| 276   | Browns de Cleveland                | Frank Winters (en) †  | Centre           | Leathernecks de Western Illinois |                         |
| 283   | Bills de Buffalo                   | Howard Ballard (en) † | Offensive tackle | Bulldogs d'Alabama A&M (en)      |                         |
| 292   | Falcons d'Atlanta                  | Elbert Shelley (en) † | Safety           | Red Wolves d'Arkansas State      |                         |
| 334   | Broncos de Denver                  | Tyrone Braxton (en) † | Safety           | Bison de North Dakota State      |                         |
| ND    | Falcons d'Atlanta                  | John Settle (en) †    | Running back     | Mountaineers d'Appalachian State |                         |
| ND    | Falcons d'Atlanta                  | Jessie Tuggle †       | Linebacker       | Blazers de Valdosta State (en)   |                         |
| ND    | Bengals de Cincinnati              | John Carney (en) †    | Kicker           | Fighting Irish de Notre-Dame     |                         |
| ND    | Giants de New York                 | Wayne Haddix (en) †   | Cornerback       | Flames de Liberty                |                         |

#### Échanges tours suivants
1. ↑    1. 29 Buffalo échange ses choix de deuxième et quatrième tours (36e et 87e) avec Tampa Bay pour un choix de deuxième tour (29e).
2. ↑    1. 35 Kansas City échange ses choix de deuxième et quatrième tours (46e et 105e) avec Houston pour un choix de deuxième tour (35e).
3. ↑    1. 82 Les Rams transfèrent les droits sur Doug Flutie et un choix de quatrième tour (101e) aux Bears pour des choix de troisième et sixième tours (82e et 166e).
4. ↑    1. 82 Les Browns échangent leurs choix de quatrième, cinquième et douzième tours (109e, 136e et 332e) aux Rams pour un choix de troisième tour (82e).
5. ↑    1. 98 Les Patriots échangent leurs choix de troisième et dixième tours (81e et 274e) avec les Raiders pour deux choix de quatrième tour (98e et 102e).
6. ↑    1. 110 Oakland échange ses choix de cinquième et sixième tours (120e et 154e) avec Chicago pour un choix de quatrième tour (110e).

### Draft supplémentaire
Une draft supplémentaire a lieu le 12 juin, le 4 septembre et la 16 septembre 1987. Pour chaque joueur sélectionné dans la draft supplémentaire, l’équipe perd son choix lors de ce tour dans la draft de la saison suivante. Les Seahawks ont décidé de faire un choix de premier tour, les Buccaneers de troisième tour et les Eagles de quatrième tour.
| Tour | Équipe                  | Joueur              | Position         | Université            | Note |
| ---- | ----------------------- | ------------------- | ---------------- | --------------------- | ---- |
| 1    | Seahawks de Seattle     | Brian Bosworth (en) | Linebacker       | Sooners de l'Oklahoma | ,    |
| 3    | Buccaneers de Tampa Bay | Dan Sileo (en)      | Defensive tackle | Hurricanes de Miami   | ,    |
| 4    | Eagles de Philadelphie  | Cris Carter °       | Wide receiver    | Buckeyes d'Ohio State | ,    |